# Cazals (Tarn-et-Garonne)
Pour les articles homonymes, voir Cazals.
Cazals est une commune française située dans l'est du département de Tarn-et-Garonne, en région Occitanie.
Sur le plan géologique, historique et culturel, la commune est dans le causse de Caylus, au sud du causse de Limogne, occupant une situation de carrefour à la limite du Quercy et du Rouergue.
Exposée à un climat océanique altéré, elle est drainée par l'Aveyron. La commune possède un patrimoine naturel remarquable : trois sites Natura 2000 (les « gorges de l'Aveyron, causses proches et vallée de la Vère », Les « vallées du Tarn, de l'Aveyron, du Viaur, de l'Agout et du Gijou » et la « forêt de Grésigne et environs »), un espace protégé (le « cours de la Garonne, de l'Aveyron, du Viaur et du Tarn ») et quatre zones naturelles d'intérêt écologique, faunistique et floristique.
Cazals est une commune rurale qui compte 240 habitants en 2022, après avoir connu un pic de population de 624 habitants en 1831.  Ses habitants sont appelés les Cazaliens ou  Cazaliennes.

## Géographie

### Localisation
Cazals est une commune du Quercy. Le bourg, à l'est de la commune, est situé dans les gorges de l'Aveyron, sur la rive droite de l'Aveyron. La partie ouest du territoire communal se trouve sur le causse de Caylus.

Cazals est limitrophe du département du Tarn, au sud.

Elle se situe à 34,0 km de Montauban, préfecture du département, et à 14,4 km de Septfonds, bureau centralisateur du canton de Quercy-Rouergue dont dépend la commune depuis 2015. La commune fait en outre partie de la communauté de communes du Quercy Rouergue et des gorges de l'Aveyron.

### Communes limitrophes
Les communes limitrophes sont  Montricoux, Penne et Saint-Antonin-Noble-Val.
|            | Saint-Antonin-Noble-Val | Saint-Antonin-Noble-Val |
| Montricoux | Cazals                  | Saint-Antonin-Noble-Val |
|            | Penne (Tarn)            |                         |

### Hydrographie

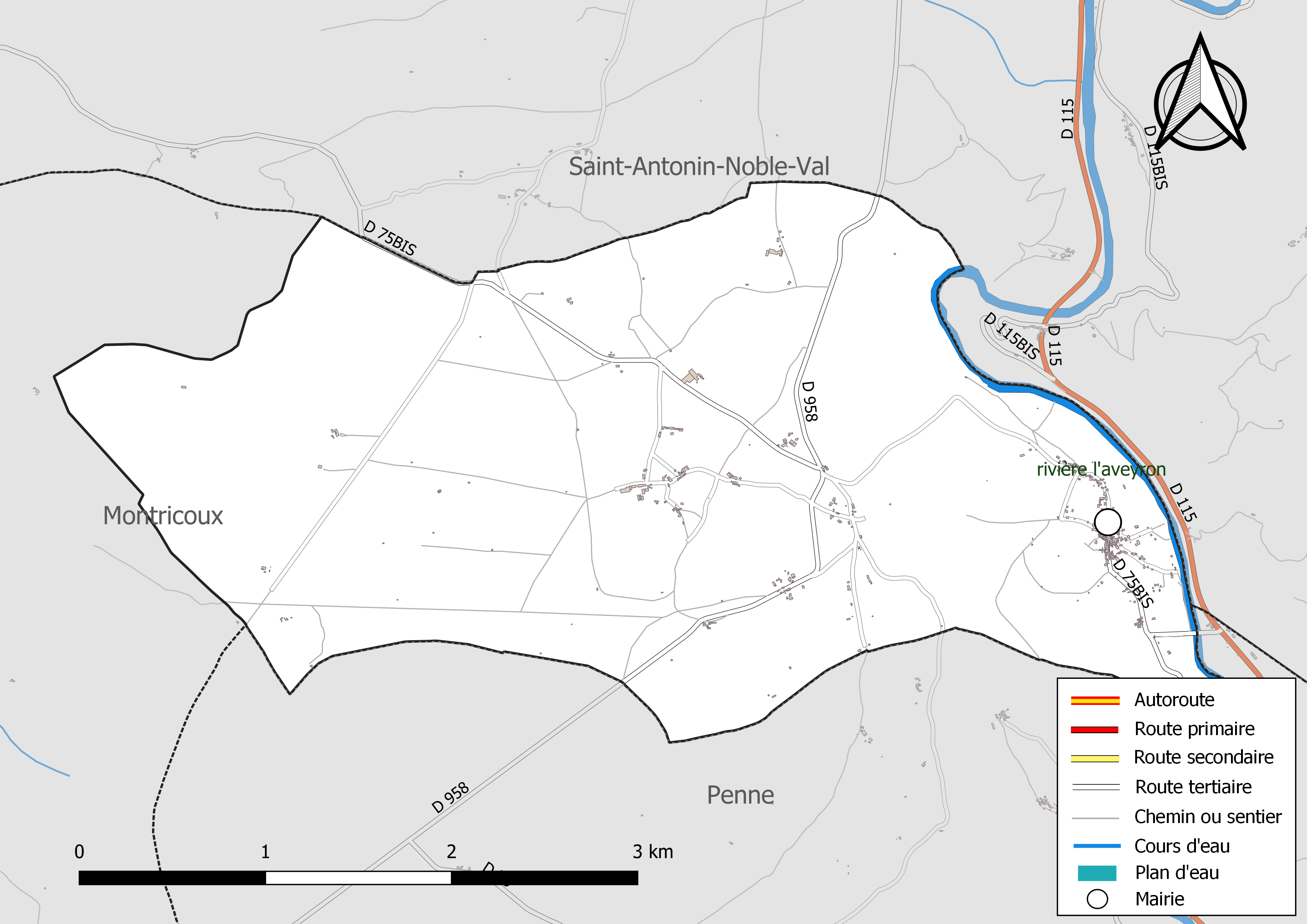
Réseaux hydrographique et routier de Cazals.

La commune est dans le bassin versant de la Garonne, au sein du bassin hydrographique Adour-Garonne. Elle est drainée par l'Aveyron, constituant un réseau hydrographique de 3 km de longueur totale,.
L'Aveyron, d'une longueur totale de 291 km, prend sa source dans la commune de Sévérac d'Aveyron et s'écoule d'est en ouest. Il traverse la commune et se jette dans le Tarn à Barry-d'Islemade, après avoir traversé 60 communes.

### Climat
Pour des articles plus généraux, voir Climat de l'Occitanie et Climat de Tarn-et-Garonne.
En 2010, le climat de la commune est de type climat du Bassin du Sud-Ouest, selon une étude du Centre national de la recherche scientifique s'appuyant sur une série de données couvrant la période 1971-2000. En 2020, Météo-France publie une typologie des climats de la France métropolitaine dans laquelle la commune est exposée à un climat océanique altéré et est dans la région climatique Aquitaine, Gascogne, caractérisée par une pluviométrie abondante au printemps, modérée en automne, un faible ensoleillement au printemps, un été chaud (19,5 °C), des vents faibles, des brouillards fréquents en automne et en hiver et des orages fréquents en été (15 à 20 jours).
Pour la période 1971-2000, la température annuelle moyenne est de 12,9 °C, avec une amplitude thermique annuelle de 15,9 °C. Le cumul annuel moyen de précipitations est de 823 mm, avec 11,6 jours de précipitations en janvier et 5,7 jours en juillet. Pour la période 1991-2020, la température moyenne annuelle observée sur la station météorologique de Météo-France la plus proche, « St-antonin-teus », sur la commune de Saint-Antonin-Noble-Val à 5 km à vol d'oiseau, est de 13,8 °C et le cumul annuel moyen de précipitations est de 872,1 mm. 
La température maximale relevée sur cette station est de 42,5 °C, atteinte le 27 juin 2019 ; la température minimale est de −14 °C, atteinte le 9 février 2012,,.
Les paramètres climatiques de la commune ont été estimés pour le milieu du siècle (2041-2070) selon différents scénarios d'émission de gaz à effet de serre à partir des nouvelles projections climatiques de référence DRIAS-2020. Ils sont consultables sur un site dédié publié par Météo-France en novembre 2022.

### Milieux naturels et biodiversité

#### Espaces protégés
La protection réglementaire est le mode d’intervention le plus fort pour préserver des espaces naturels remarquables et leur biodiversité associée,.
Un  espace protégé est présent sur la commune : 
le « cours de la Garonne, de l'Aveyron, du Viaur et du Tarn », objet d'un arrêté de protection de biotope, d'une superficie de 1 262,3 ha.

#### Réseau Natura 2000

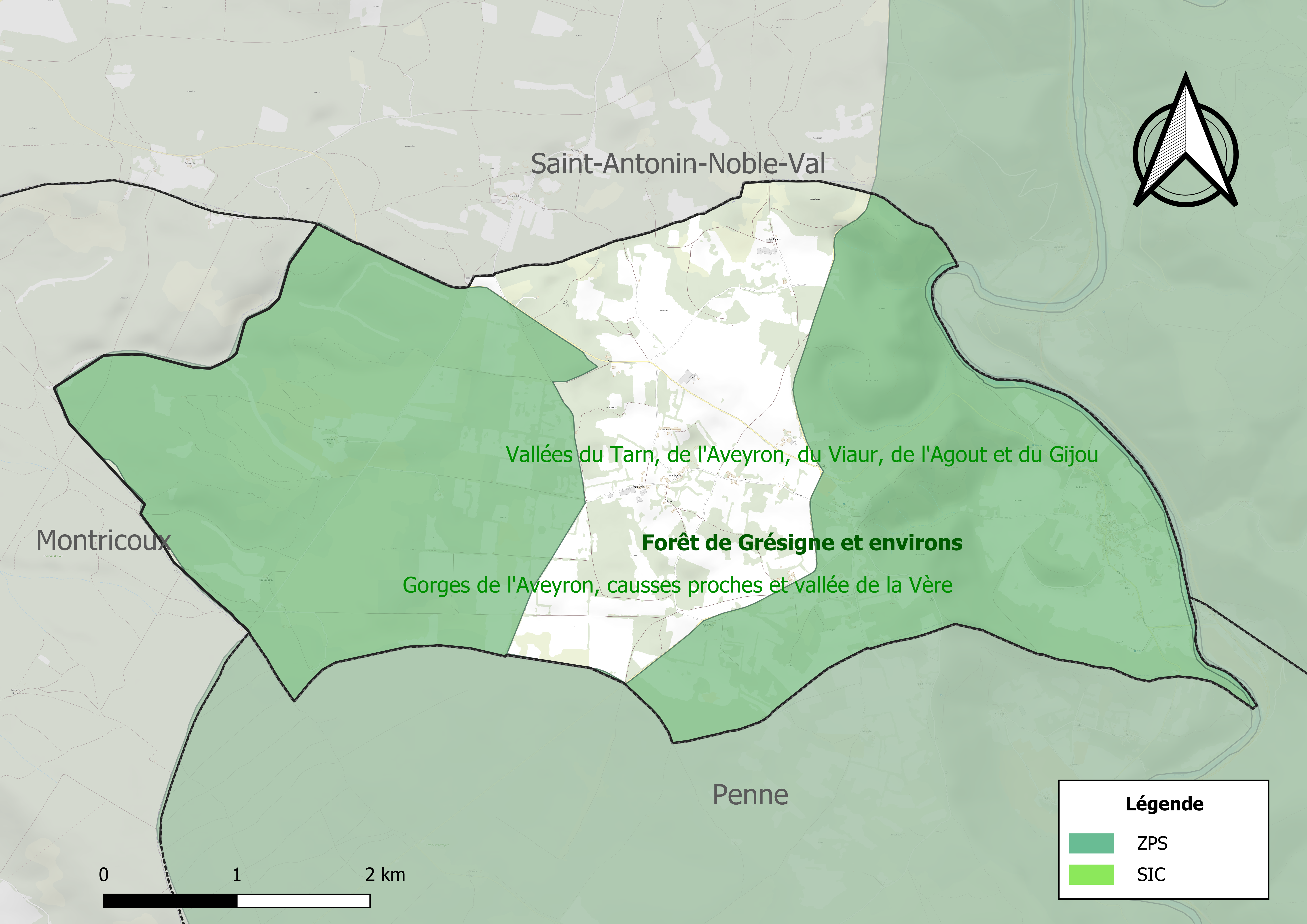
Sites Natura 2000 sur le territoire communal.

Le réseau Natura 2000 est un réseau écologique européen de sites naturels d'intérêt écologique élaboré à partir des directives habitats et oiseaux, constitué de zones spéciales de conservation (ZSC) et de zones de protection spéciale (ZPS).
Deux sites Natura 2000 ont été définis sur la commune au titre de la directive habitats :
- les « gorges de l'Aveyron, causses proches et vallée de la Vère », d'une superficie de 11 660 ha, un ensemble de plusieurs grands espaces et milieux, caractérisé par une grande vallée dominée par de grandes falaises, des pentes à pelouses sèches et des plateaux secs, quelques petites vallées encaissées et surtout de nombreuses cavités naturelles riches en chiroptères. De nombreuses pelouses sèches abritent de belles stations à orchidées[17] ;
- Les « vallées du Tarn, de l'Aveyron, du Viaur, de l'Agout et du Gijou », d'une superficie de 17 144 ha, s'étendant sur 136 communes dont 41 dans l'Aveyron, 8 en Haute-Garonne, 50 dans le Tarn et 37 dans le Tarn-et-Garonne. Elles présentent une très grande diversité d'habitats et d'espèces dans ce vaste réseau de cours d'eau et de gorges. La présence de la Loutre d'Europe et de la moule perlière d'eau douce est également d'un intérêt majeur[18] ;

et un au titre de la directive oiseaux : 
- la « forêt de Grésigne et environs », d'une superficie de 27 701 ha, un site où onze espèces de l'annexe 1 se reproduisent régulièrement sur le site, parmi lesquelles sept espèces de rapaces (dont le Faucon pèlerin et le Grand-Duc d'Europe)[19].

#### Zones naturelles d'intérêt écologique, faunistique et floristique
L’inventaire des zones naturelles d'intérêt écologique, faunistique et floristique (ZNIEFF) a pour objectif de réaliser une couverture des zones les plus intéressantes sur le plan écologique, essentiellement dans la perspective d’améliorer la connaissance du patrimoine naturel national et de fournir aux différents décideurs un outil d’aide à la prise en compte de l’environnement dans l’aménagement du territoire.
Deux ZNIEFF de type 1 sont recensées sur la commune :
le « cirques de Thouryes et de Bône » (489 ha), couvrant 3 communes dont une dans le Tarn et deux dans le Tarn-et-Garonne, et 
la « rivière Aveyron » (3 500 ha), couvrant 63 communes dont 38 dans l'Aveyron, cinq dans le Tarn et 20 dans le Tarn-et-Garonne
et deux ZNIEFF de type 2, : 
- le « causse du Frau et falaises rive droite de l'Aveyron entre Montricoux et Saint-Antonin-Noble-val » (6 135 ha), couvrant 7 communes dont une dans le Tarn et six dans le Tarn-et-Garonne[23] ;
- la « vallée de l' Aveyron » (14 644 ha), couvrant 68 communes dont 41 dans l'Aveyron, cinq dans le Tarn et 22 dans le Tarn-et-Garonne[24].

Carte des ZNIEFF de type 1 et 2 à Cazals.
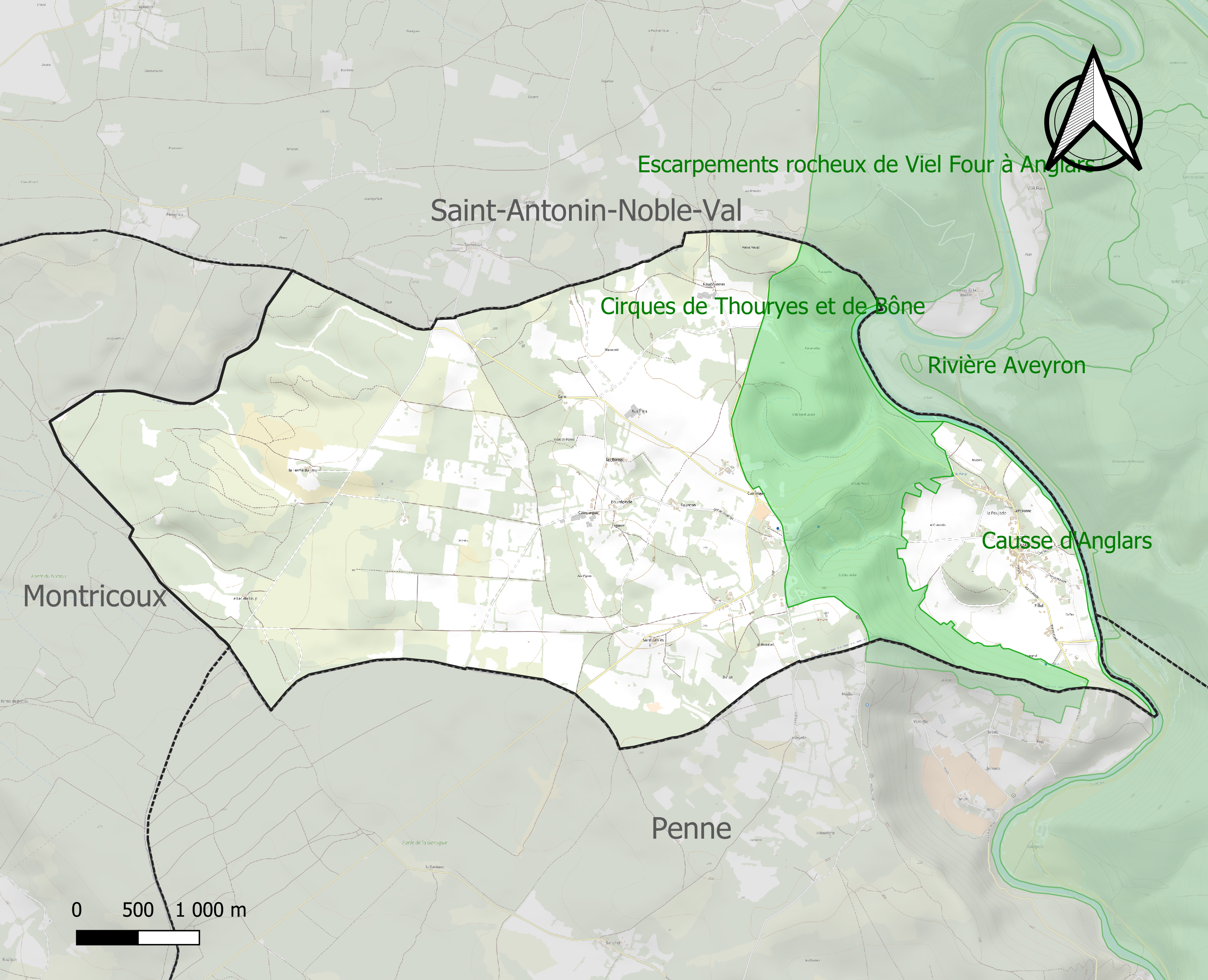
Carte des ZNIEFF de type 1 sur la commune.
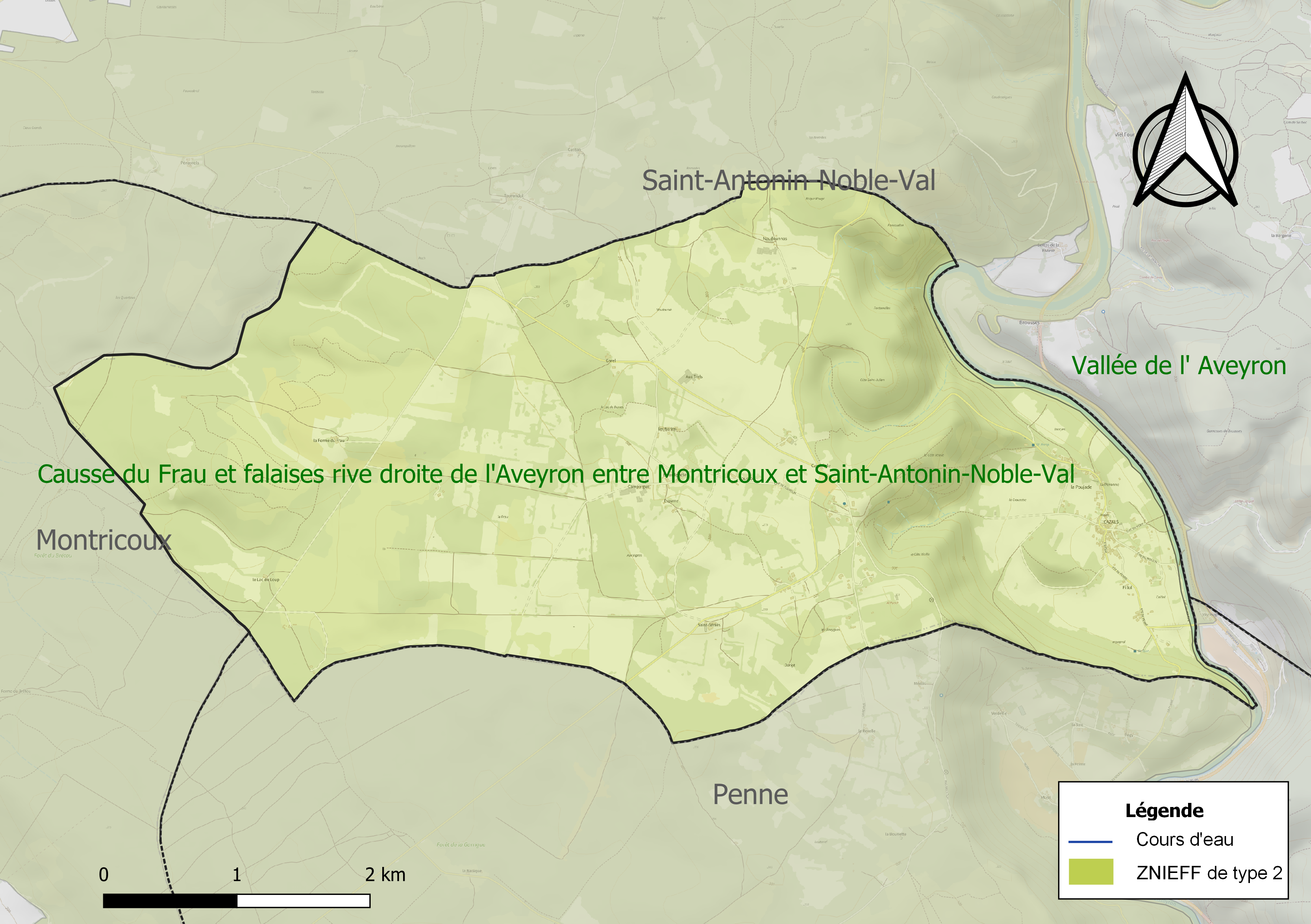
Carte des ZNIEFF de type 2 sur la commune.

## Urbanisme

### Typologie
Au 1er janvier 2024, Cazals est catégorisée commune rurale à habitat dispersé, selon la nouvelle grille communale de densité à sept niveaux définie par l'Insee en 2022.
Elle est située hors unité urbaine et hors attraction des villes,.

### Occupation des sols

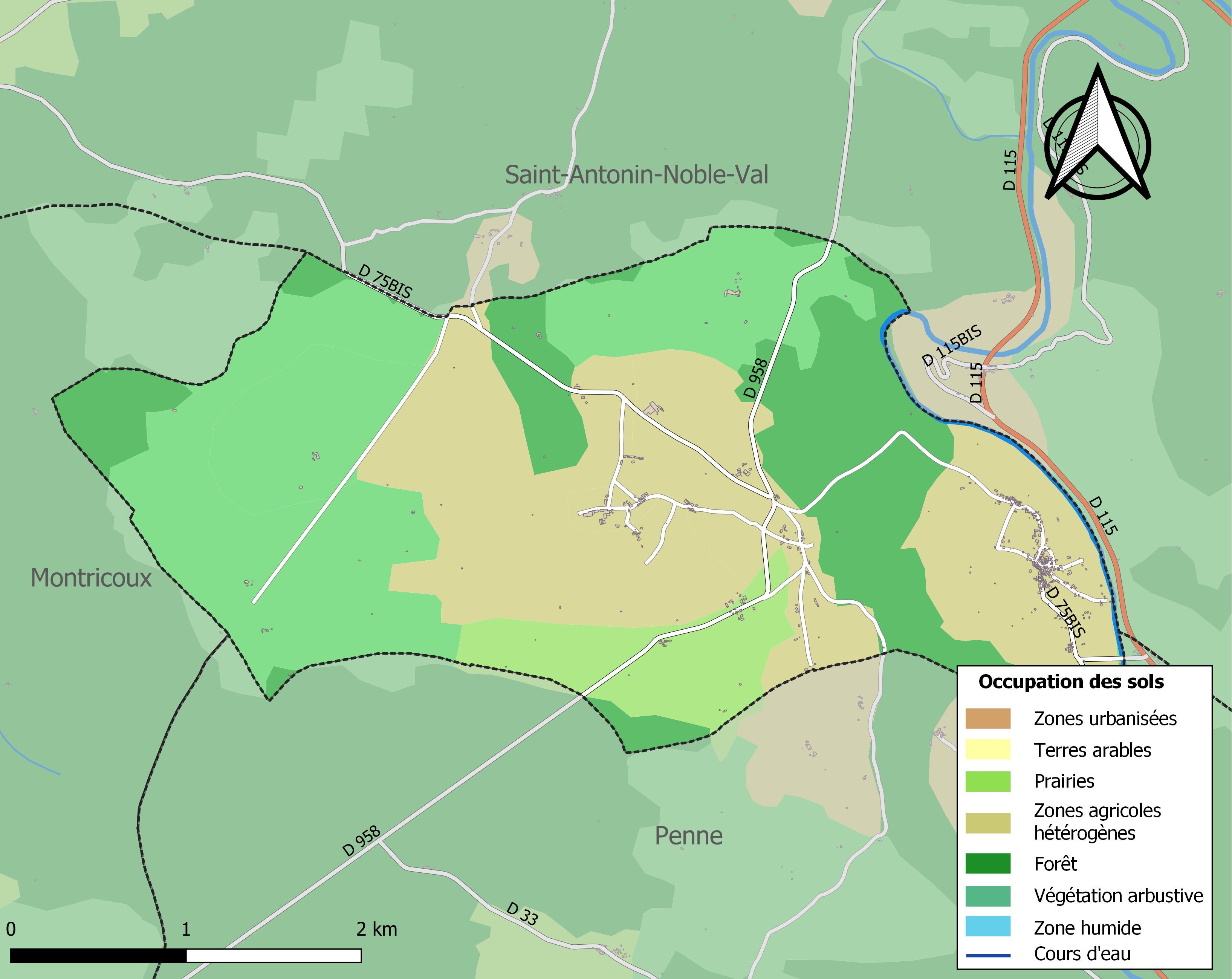
Carte des infrastructures et de l'occupation des sols de la commune en 2018 (CLC).

L'occupation des sols de la commune, telle qu'elle ressort de la base de données européenne d’occupation biophysique des sols Corine Land Cover (CLC), est marquée par l'importance des forêts et milieux semi-naturels (54,1 % en 2018), en augmentation par rapport à 1990 (49,5 %). La répartition détaillée en 2018 est la suivante : 
zones agricoles hétérogènes (38,3 %), milieux à végétation arbustive et/ou herbacée (32,9 %), forêts (21,3 %), prairies (7,5 %).

### Voies de communications
La commune est traversée par deux voies routières départementales formant intersection au lieu-dit Caminade : d'ouest en est, la D 75 bis traversant le bourg puis l'Aveyron ; du nord au sud, la D 958.

### Risques majeurs
Le territoire de la commune de Cazals est vulnérable à différents aléas naturels : météorologiques (tempête, orage, neige, grand froid, canicule ou sécheresse), inondations, feux de forêts, mouvements de terrains et séisme (sismicité très faible). Il est également exposé à deux risques technologiques,  le transport de matières dangereuses et la rupture d'un barrage. Un site publié par le BRGM permet d'évaluer simplement et rapidement les risques d'un bien localisé soit par son adresse soit par le numéro de sa parcelle.

#### Risques naturels
Certaines parties du territoire communal sont susceptibles d’être affectées par le risque d’inondation par débordement de cours d'eau, notamment l'Aveyron. La cartographie des zones inondables en ex-Midi-Pyrénées réalisée dans le cadre du XIe Contrat de plan État-région, visant à informer les citoyens et les décideurs sur le risque d’inondation, est accessible sur le site de la DREAL Occitanie. La commune a été reconnue en état de catastrophe naturelle au titre des dommages causés par les inondations et coulées de boue survenues en 1982, 1999, 2003 et 2021,.
Cazals est exposée au risque de feu de forêt du fait de la présence sur son territoire . Le département de Tarn-et-Garonne présentant toutefois globalement un niveau d’aléa moyen à faible très localisé, aucun Plan départemental de protection des forêts contre les risques d’incendie de forêt (PFCIF) n'a été élaboré. Le débroussaillement aux abords des maisons constitue l’une des meilleures protections pour les particuliers contre le feu,.

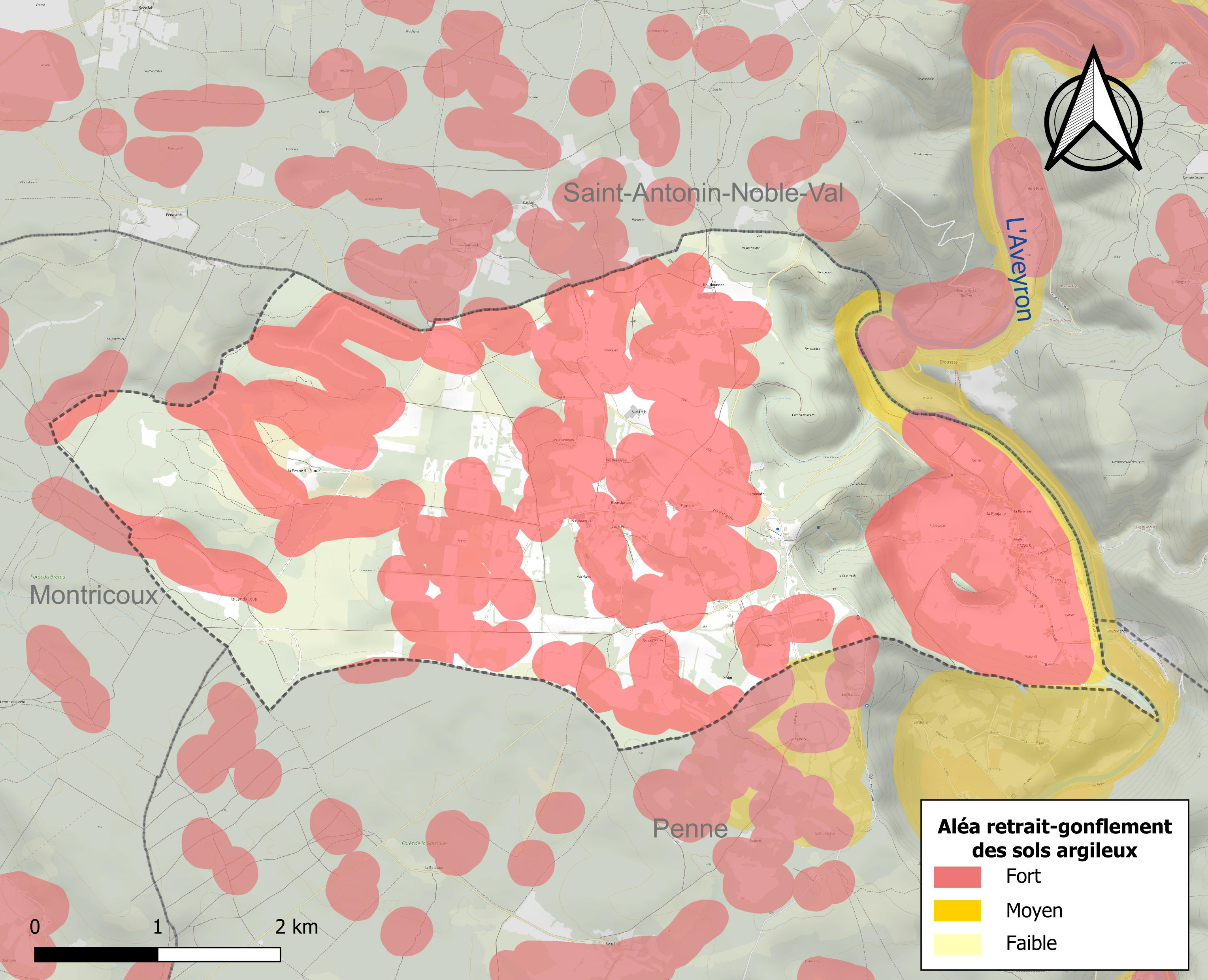
Carte des zones d'aléa retrait-gonflement des sols argileux de Cazals.

Les mouvements de terrains susceptibles de se produire sur la commune sont des tassements différentiels.
Le retrait-gonflement des sols argileux est susceptible d'engendrer des dommages importants aux bâtiments en cas d’alternance de périodes de sécheresse et de pluie. 59,4 % de la superficie communale est en aléa moyen ou fort (92 % au niveau départemental et 48,5 % au niveau national). Sur les 181 bâtiments dénombrés sur la commune en 2019, 158 sont en aléa moyen ou fort, soit 87 %, à comparer aux 96 % au niveau départemental et 54 % au niveau national. Une cartographie de l'exposition du territoire national au retrait gonflement des sols argileux est disponible sur le site du BRGM,.
Par ailleurs, afin de mieux appréhender le risque d’affaissement de terrain, l'inventaire national des cavités souterraines permet de localiser celles situées sur la commune.
Concernant les mouvements de terrains, la commune a été reconnue en état de catastrophe naturelle au titre des dommages causés par des mouvements de terrain en 1999.

#### Risques technologiques
Le risque de transport de matières dangereuses sur la commune est lié à sa traversée par des infrastructures routières ou ferroviaires importantes ou la présence d'une canalisation de transport d'hydrocarbures. Un accident se produisant sur de telles infrastructures est susceptible d’avoir des effets graves sur les biens, les personnes ou l'environnement, selon la nature du matériau transporté. Des dispositions d’urbanisme peuvent être préconisées en conséquence.
La commune est en outre située en aval des barrages de Pareloup, de Pont-de-Salars et de Saint-Géraud, des ouvrages de classe A disposant d'une retenue de respectivement 169, 21 et 15 millions de mètres cubes,,. À ce titre elle est susceptible d’être touchée par l’onde de submersion consécutive à la rupture d'un de ces ouvrages.

## Toponymie
Formé sur casa en langue d’oc, du bas-latin, casa, au sens de « maison ».

## Histoire

### Moyen Âge
Dès le Moyen Âge, Cazals fut une seigneurie qui a appartenu aux familles suivantes :
- Famille Cazals : présente à Saint Antonin Noble Val dès le XIIe siècle. Ils furent vraisemblablement les premiers seigneurs de Cazals[40] ;
- Famille de Penne : cette famille est citée en 1251 dans un acte comme seigneur de Cazals[41] ;
- Famille de Comminges : elle hérita de la seigneurie de Cazals à la suite du mariage de Cécile de Penne avec Arnaud Roger de Comminges, vicomte de Bruniquel en 1397. Cette famille resta pendant huit générations seigneur de Cazals jusqu'en 1736 où Jean Roger de Comminges, vicomte de Bruniquel lègue à son épouse Marie Véronique Despagne la seigneurie[42] ;
- Famille Despagne de Cazals : c'est en 1759 que la seigneurie est transmise au neveu de Marie Véronique Despagne, Jean Joseph Despagne[43].

### Révolution française et Empire
Avant 1790, Cazals appartenait à la sénéchaussée de Montauban. Elle fut rattachée au département de l'Aveyron, à sa création, le 4 mars 1790.

Le 21 novembre 1808, elle fut rattachée au département de Tarn-et-Garonne lors de la constitution par Napoléon Ier, avec les communes du canton de Saint-Antonin-Noble-Val.

### Époque contemporaine
Cazals a disposé d'une gare, toujours visible, sur la ligne de Lexos à Montauban-Ville-Bourbon fermée en 1955 puis déferrée. Cette gare fut toutefois implantée dans le département voisin du Tarn, sur le territoire de la commune de Penne.

## Politique et administration
| Période                                  | Période  | Identité         | Étiquette | Qualité  |
| ---------------------------------------- | -------- | ---------------- | --------- | -------- |
| mars 2001                                | 2014     | Raymond Cavaillé | DVG       | Retraité |
| mars 2014                                | 2015     | Max Herviou      |           |          |
| 2015                                     | 2020     | Georges Espinoza |           |          |
| 2020                                     | 2023     | Alain Emeriau    |           |          |
| 2023                                     | En cours | Catherine Bages  |           |          |
| Les données manquantes sont à compléter. |          |                  |           |          |

## Démographie
L'évolution du nombre d'habitants est connue à travers les recensements de la population effectués dans la commune depuis 1793. Pour les communes de moins de 10 000 habitants, une enquête de recensement portant sur toute la population est réalisée tous les cinq ans, les populations de référence des années intermédiaires étant quant à elles estimées par interpolation ou extrapolation. Pour la commune, le premier recensement exhaustif entrant dans le cadre du nouveau dispositif a été réalisé en 2004.

En 2022, la commune comptait 240 habitants, en évolution de +8,6 % par rapport à 2016 (Tarn-et-Garonne : +3,12 %, France hors Mayotte : +2,11 %).
| 1793 | 1800 | 1806 | 1821 | 1831 | 1836 | 1841 | 1846 | 1851 |
| ---- | ---- | ---- | ---- | ---- | ---- | ---- | ---- | ---- |
| 595  | 619  | 589  | 606  | 624  | 607  | 616  | 611  | 602  |

| 1856 | 1861 | 1866 | 1872 | 1876 | 1881 | 1886 | 1891 | 1896 |
| ---- | ---- | ---- | ---- | ---- | ---- | ---- | ---- | ---- |
| 612  | 520  | 493  | 481  | 491  | 450  | 438  | 447  | 416  |

| 1901 | 1906 | 1911 | 1921 | 1926 | 1931 | 1936 | 1946 | 1954 |
| ---- | ---- | ---- | ---- | ---- | ---- | ---- | ---- | ---- |
| 388  | 336  | 291  | 258  | 251  | 234  | 236  | 235  | 165  |

| 1962 | 1968 | 1975 | 1982 | 1990 | 1999 | 2004 | 2006 | 2009 |
| ---- | ---- | ---- | ---- | ---- | ---- | ---- | ---- | ---- |
| 149  | 153  | 138  | 176  | 181  | 159  | 176  | 184  | 242  |

| 2014 | 2019 | 2022 | - | - | - | - | - | - |
| ---- | ---- | ---- | - | - | - | - | - | - |
| 230  | 233  | 240  | - | - | - | - | - | - |

## Économie

### Revenus
En 2018, la commune compte 110 ménages fiscaux, regroupant 222 personnes. La médiane du revenu disponible par unité de consommation est de 17 340 € (20 140 € dans le département).

### Emploi
|                | 2008  | 2013   | 2018   |
| -------------- | ----- | ------ | ------ |
| Commune        | 8,5 % | 10,4 % | 7,8 %  |
| Département    | 8,4 % | 10,2 % | 10,3 % |
| France entière | 8,3 % | 10 %   | 10 %   |

En 2018, la population âgée de 15 à 64 ans s'élève à 126 personnes, parmi lesquelles on compte 68 % d'actifs (60,2 % ayant un emploi et 7,8 % de chômeurs) et 32 % d'inactifs,. En  2018, le taux de chômage communal (au sens du recensement) des 15-64 ans est inférieur à celui de la France et du département, alors qu'en 2008 la situation était inverse.
La commune est hors attraction des villes,. Elle compte 23 emplois en 2018, contre 23 en 2013 et 23 en 2008. Le nombre d'actifs ayant un emploi résidant dans la commune est de 78, soit un indicateur de concentration d'emploi de 29,4 % et un taux d'activité parmi les 15 ans ou plus de 44,9 %.
Sur ces 78 actifs de 15 ans ou plus ayant un emploi, 16 travaillent dans la commune, soit 20 % des habitants. Pour se rendre au travail, 81 % des habitants utilisent un véhicule personnel ou de fonction à quatre roues, 3,8 % les transports en commun, 7,6 % s'y rendent en deux-roues, à vélo ou à pied et 7,6 % n'ont pas besoin de transport (travail au domicile).

### Activités hors agriculture
21 établissements sont implantés  à Cazals au 31 décembre 2019.
Le secteur de la construction est prépondérant sur la commune puisqu'il représente 38,1 % du nombre total d'établissements de la commune (8 sur les 21 entreprises implantées  à Cazals), contre 14,9 % au niveau départemental.

### Agriculture
|               | 1988 | 2000 | 2010 | 2020 |
| ------------- | ---- | ---- | ---- | ---- |
| Exploitations | 17   | 9    | 7    | 6    |
| SAU (ha)      | 604  | 618  | 640  | 615  |

La commune est dans les Causses du Quercy, une petite région agricole située dans l'est du département de Tarn-et-Garonne. En 2020, l'orientation technico-économique de l'agriculture  sur la commune est l'élevage bovin, orientation mixte lait et viande. Six exploitations agricoles ayant leur siège dans la commune sont dénombrées lors du recensement agricole de 2020 (17 en 1988). La superficie agricole utilisée est de 615 ha,,.

## Culture locale et patrimoine

### Lieux et monuments
- Église Saint-Jean-Baptiste de Cazals. L'édifice est référencé dans la base Mérimée et à l'Inventaire général Région Occitanie[53]. Plusieurs objets sont référencés dans la base Palissy[53].

Sur le causse au lieu-dit le Frau : Monuments préhistoriques :
- Le Dolmen du Frau 2 et une importante nécropole de l'Age du Fer[54].

- Dans la vallée de l'Aveyron : Nombreuses grottes ;
- Château de la fin du XVe siècle, qui a été transformé au fur et à mesure notamment en école.

### Héraldique
| Blason de Cazals | Blason  | Tiercé en pairle renversé : au 1er de sinople à un agneau pascal couché d'argent, tenant une croix haute d'or à laquelle est appendue une bannière d'argent à la croisette de gueules, au 2e de gueules à une croix cléchée, vidée et pommetée de douze pièces d'or, au 3e d'argent à la fasce ondée d'azur et à une croix pattée et alésée brochante. |
| Blason de Cazals | Détails | Le statut officiel du blason reste à déterminer. |

## Pour approfondir